# Tachoklina
Tachoklina označuje tenké přechodové pásmo uvnitř Slunce mezi oblastí zářivé rovnováhy a konvektivní zónou. Jedná se o přechod mezi vnitřní částí hvězdy, jejíž otáčení je srovnatelné s pevným tělesem, a vnější částí, která se v otáčení chová jako kapalina. Astrofyzikové se domnívají, že zde, na tomto rozhraní dvou odlišně se pohybujících oblastí, dochází ke generaci magnetického pole. Nedávné studie naznačují, že tachoklina má poloměr asi 0,7 násobku Slunce (měřeno směrem od jádra k fotosféře = 1 sluneční poloměr) a tloušťku 0,04 násobek slunečního poloměru. Termín tachocline byl vytvořen v článku Edwarda Spiegela a Jeana-Paula Zahna v roce 1992 jako analogii k oceánské termoklině.